# Louisa Lytton
Louise Claire Lytton, nota come  Louise Lytton  (Londra, 7 febbraio 1989), è un'attrice britannica, famosa per aver interpretato Ruby Allen in EastEnders. Dopo questo ha interpretato il ruolo di May nella serie The Bill. La Lytton rappresentò l'Inghilterra all'Eurovision Dance Contest 2008 a Glasgow classificandosi al 9º posto su 14 con 47 punti..

## Biografia
Nata in Inghilterra, lì ha studiato alla Sylvia Young Theatre School. Ha esordito col film American Pie presenta: Il manuale del sesso nel 2009.

## Filmografia
- American Pie presenta: Il manuale del sesso - Ruolo: Imogen (2009)
- Going Nowhere: The Lena Zavaroni Story - Ruolo: Lena Zavaroni (2010)
- Dream Guy - Ruolo: Michelle Cooper (2010)

## Televisione
- The Bill - Ruolo: Natalie Shepherd 1 episodio - Only the Lonely (1997)
- Let Them Eat Cake - Ruolo: Little Girl 1 episodio A Marriage of Convenience (1999)
- EastEnders - Ruolo: Ruby Allen - 1ª stagione (2005-2006)
- The Bill - Ruolo: PC Beth Green - 2 stagioni (2007–2009)
- Casualty - Ruolo: Grace Fielding - 1 episodio - Inconvenient Truths (2010)
- Panorama - Ruolo: Holly Morris - 1 episodio